# Episodi di Ein Bayer auf Rügen (quinta stagione)
La quinta stagione della serie televisiva Ein Bayer auf Rügen è stata trasmessa in anteprima in Germania da Sat.1 tra il 27 novembre 1996 e il 19 marzo 1997.
| nº | Titolo originale              | Titolo italiano | Prima TV Germania | Prima TV Italia |
| -- | ----------------------------- | --------------- | ----------------- | --------------- |
| 1  | ...der werfe den ersten Stein | inedito         | 27 novembre 1996  | inedito         |
| 2  | Blütenträume                  | inedito         | 4 dicembre 1996   | inedito         |
| 3  | Fehlschuß                     | inedito         | 18 dicembre 1996  | inedito         |
| 4  | Ritter Valentin               | inedito         | 11 dicembre 1996  | inedito         |
| 5  | Mit gezinkten Karten          | inedito         | 8 gennaio 1997    | inedito         |
| 6  | Das Findelkind                | inedito         | 15 gennaio 1997   | inedito         |
| 7  | Das Schweigen der Zeugen      | inedito         | 22 gennaio 1997   | inedito         |
| 8  | Tod eines Wachmanns           | inedito         | 29 gennaio 1997   | inedito         |
| 9  | In den falschen Händen        | inedito         | 5 febbraio 1997   | inedito         |
| 10 | Das falsche Spiel             | inedito         | 12 febbraio 1997  | inedito         |
| 11 | Das Gerücht                   | inedito         | 19 febbraio 1997  | inedito         |
| 12 | Besuch aus Brasilien          | inedito         | 25 febbraio 1997  | inedito         |
| 13 | In den Tiefen der See         | inedito         | 5 marzo 1997      | inedito         |
| 14 | Die PS-Kids                   | inedito         | 19 marzo 1997     | inedito         |